# 塩﨑隆敏
塩﨑 隆敏 (しおざき たかとし、1968年 - ) は、NHK放送文化研究所メディア研究部(海外メディア研究)所属のメディア研究員。前NHK放送総局報道局国際部記者である。

## 経歴
同志社大学文学部文化学科卒業後、新聞記者を経て、NHKに入局。報道局社会部記者となり、検察取材担当を経て、報道局国際部に配属。その後『NHKプノンペン支局(当時)』や『NHKマニラ支局』の駐在記者を経て、地方局のデスクを担当。退任後は『NHKジャカルタ支局長』を経て、日本に帰国。帰国後は BSの国際報道番組『国際報道2014』の編集責任者を3年間務め、2017年度より、前任・香月隆之キャスターの後任で『キャッチ!世界のトップニュース』のメインキャスターに就任。在任期間中で有る同年7月に 報道局副部長に昇格。その傍らジャーナリズムの理論を学ぶ為、『早稲田大学大学院』に入学。1年間の大学院生活にて修士課程を修了。キャスター退任後の2019年より、現職。